# Willi Sawall
Willi Sawall, född 7 november 1941, är en friidrottare från Australien. Han deltog vid olympiska sommarspelen 1980 och olympiska sommarspelen 1984.